# Samsung SGH-E250
De Samsung E250 is een mobiele telefoon van Samsung.
Het apparaat is gebaseerd op de D900. De telefoon bevat bluetoothconnectiviteit, GPRS, 0,3 megapixelcamera, mp3-speler, Javaondersteuning en sms/mms.